# Framheim
Koordinaten: 78° 30′ 0″ S, 164° 0′ 0″ W
Framheim war das Basislager der norwegischen Antarktis-Expedition (1910–12) unter der Leitung von Roald Amundsen. Während dieser Expedition wurde erstmals der geographische Südpol erreicht. Benannt wurde das Lager nach der Fram, einem vom norwegischen Schiffskonstrukteur Colin Archer speziell für den Einsatz in den Polarzonen gebauten Schiff, das der Polarforscher Fridtjof Nansen Amundsen für dessen Expedition überlassen hatte. 

## Geschichte
Framheim wurde auf dem Ross-Schelfeis in der Bucht der Wale errichtet und  diente der Expeditionsmannschaft vom 21. Januar 1911 bis zum 30. Januar 1912 als Quartier. Es bestand aus einer Holzhütte, die aus Fertigteilen zusammengesetzt war, und einigen mit der Hütte über unterirdische Tunnel verbundenen Zelten.
Amundsen legte im Verlauf des antarktischen Sommers 1911 mehrere Lebensmitteldepots zwischen dem 80. und 82. Breitengrad an und kehrte anschließend zum Lager Framheim zurück, wo die Crew den antarktischen Winter überdauerte. Am 20. Oktober brach Amundsen mit vier Begleitern, vier Schlitten und 48 Hunden von Framheim aus zum Südpol auf, den er am 14. Dezember 1911 erreichte. Am 25. Januar 1912 kehrte Amundsen mit seinem Team zum Basislager Framheim zurück. 
Als Richard Evelyn Byrds erste Antarktis-Expedition im Dezember 1928 die Bucht der Wale erreichte, konnte man keine Spur des Lagers entdecken. Byrd hatte gehofft, Framheim als Basis verwenden zu können, doch die Landschaft hatte sich seit Amundsens Aufbruch so stark verändert, dass Byrd und seine Männer sich nicht einmal der genauen Lage Framheims sicher sein konnten.

## Bildergalerie

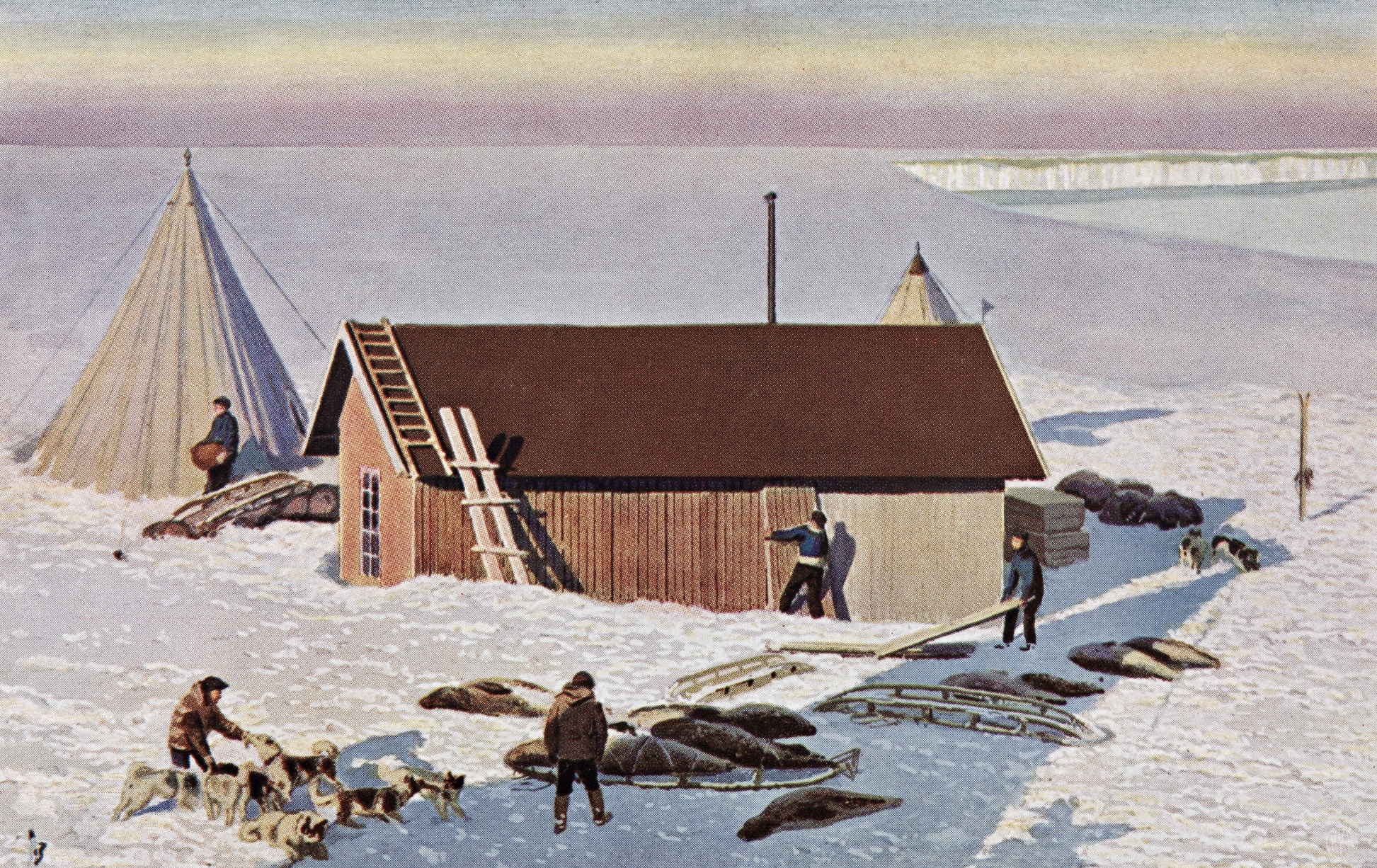
Framheim (Januar 1911)
Lageplan
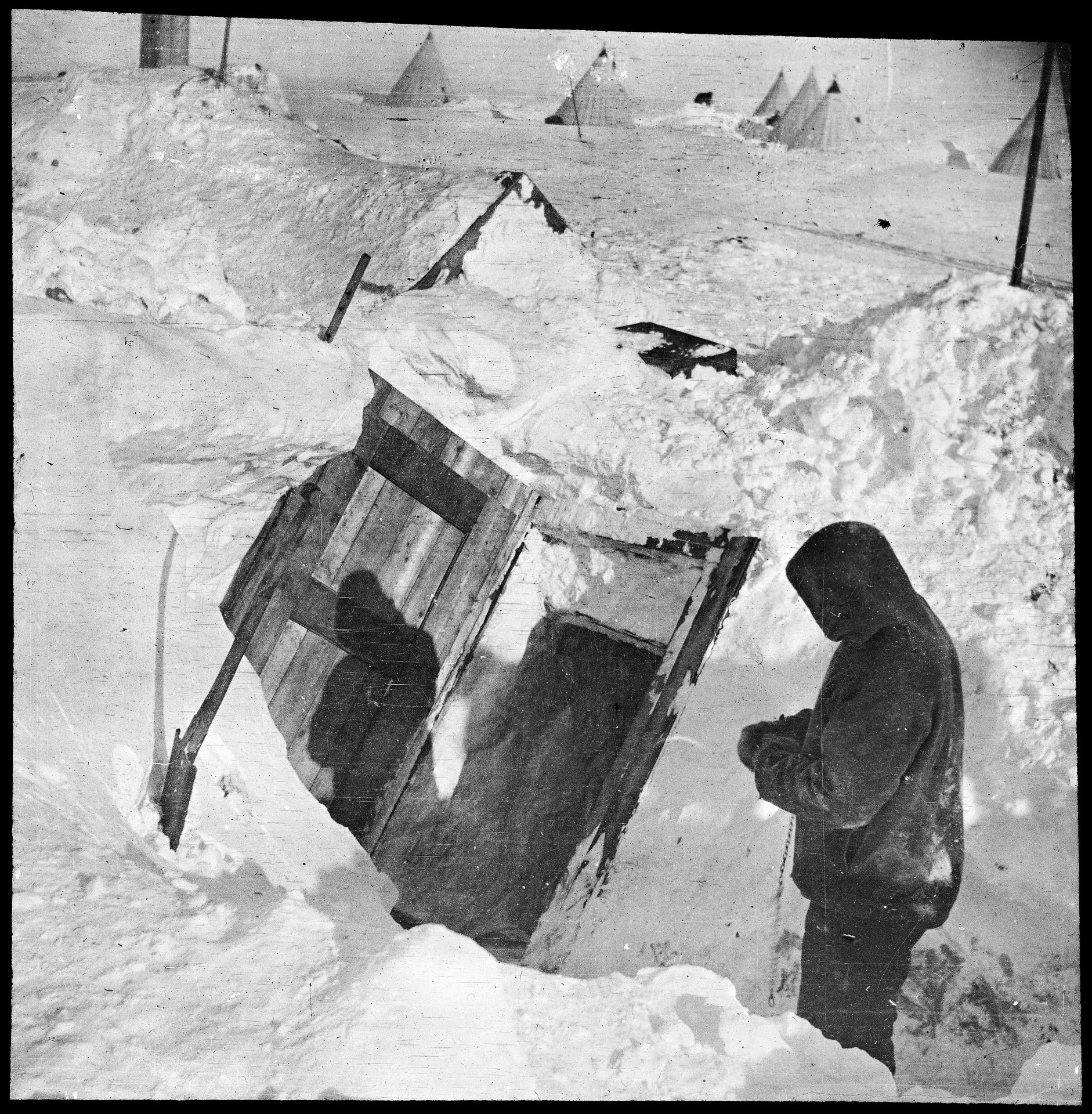
Außenarbeiten, im Hintergrund Zelte
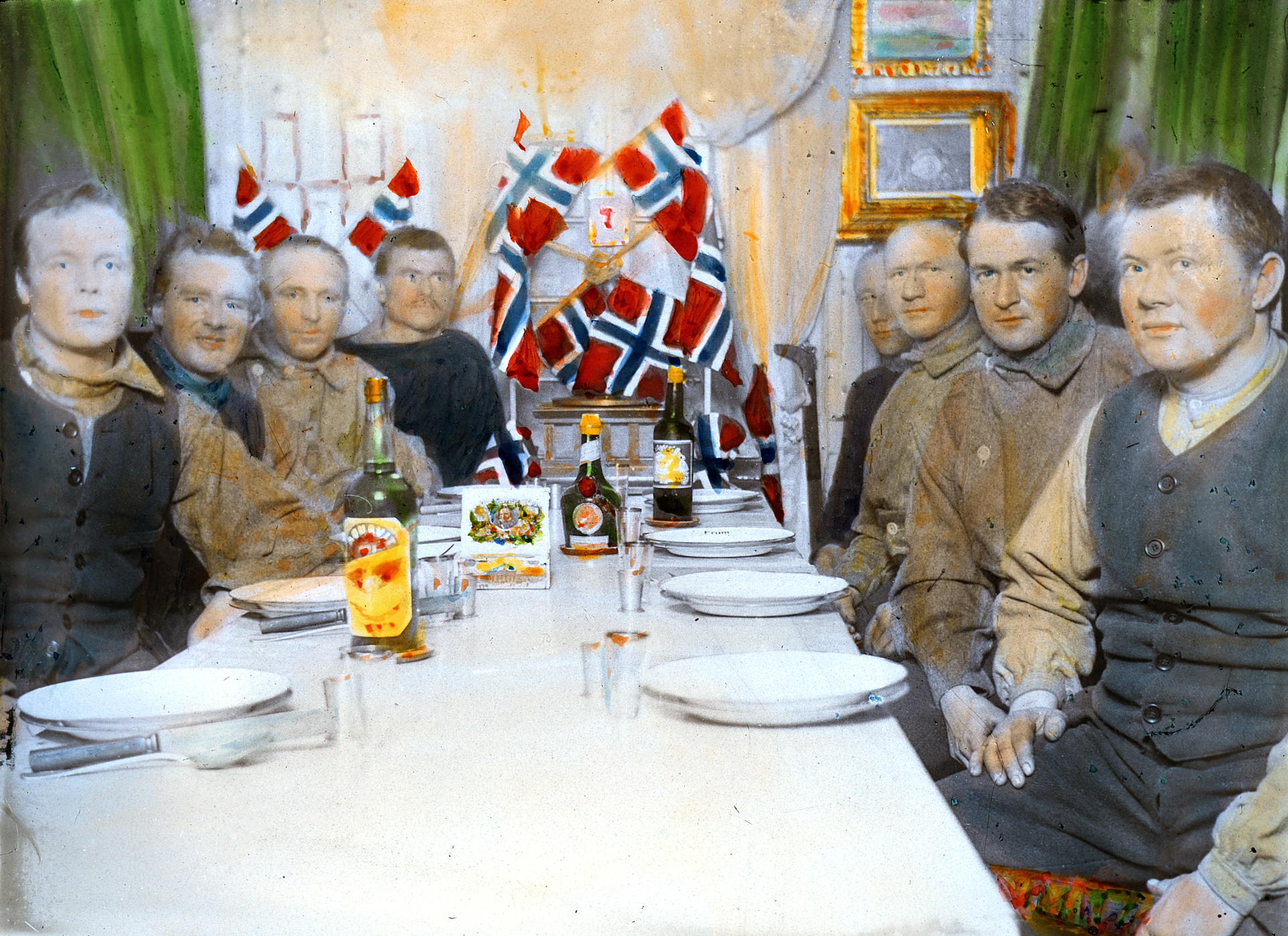
Ein Festmahl in der Station
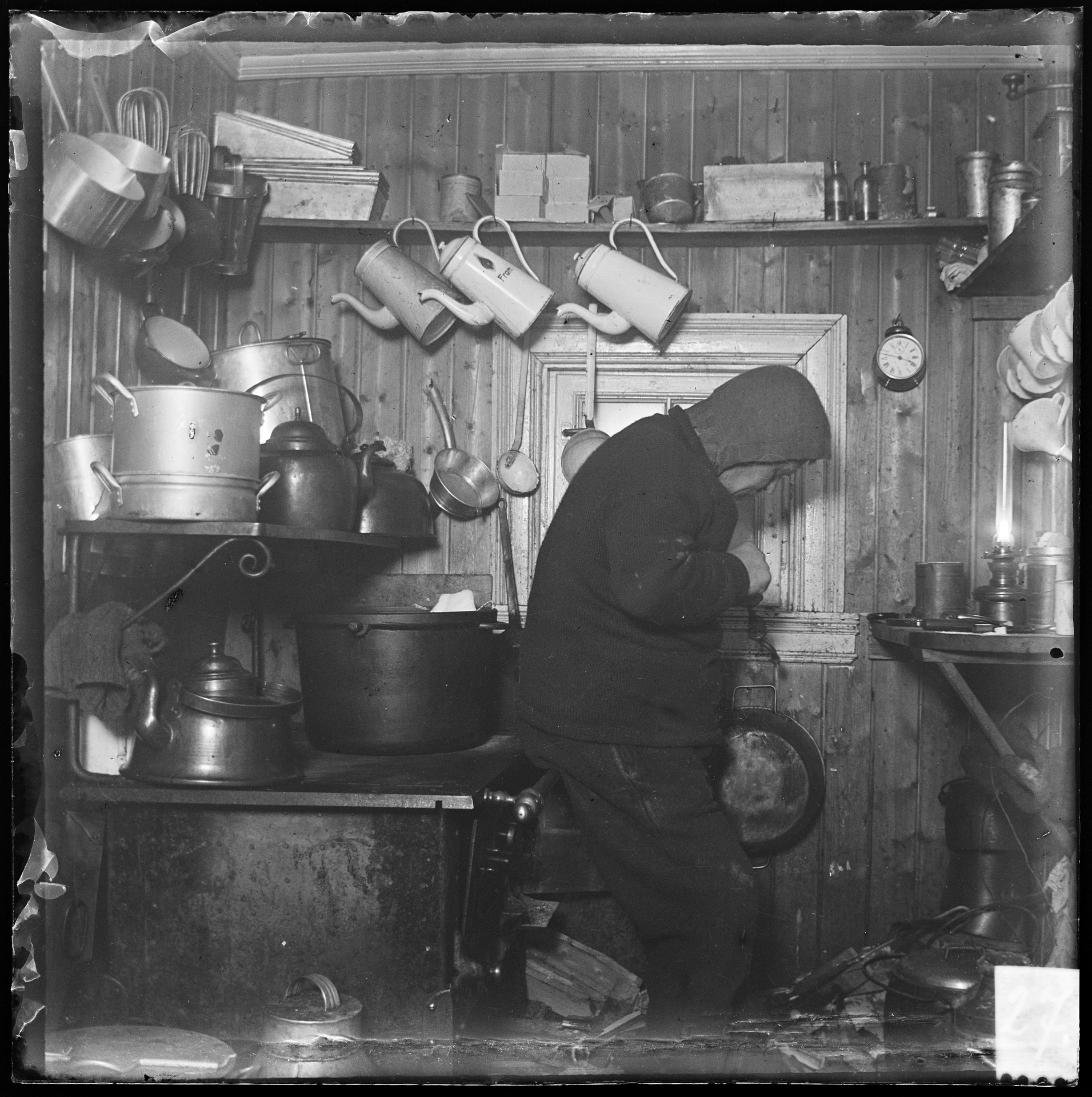
Adolf Lindstrøm in der Küche
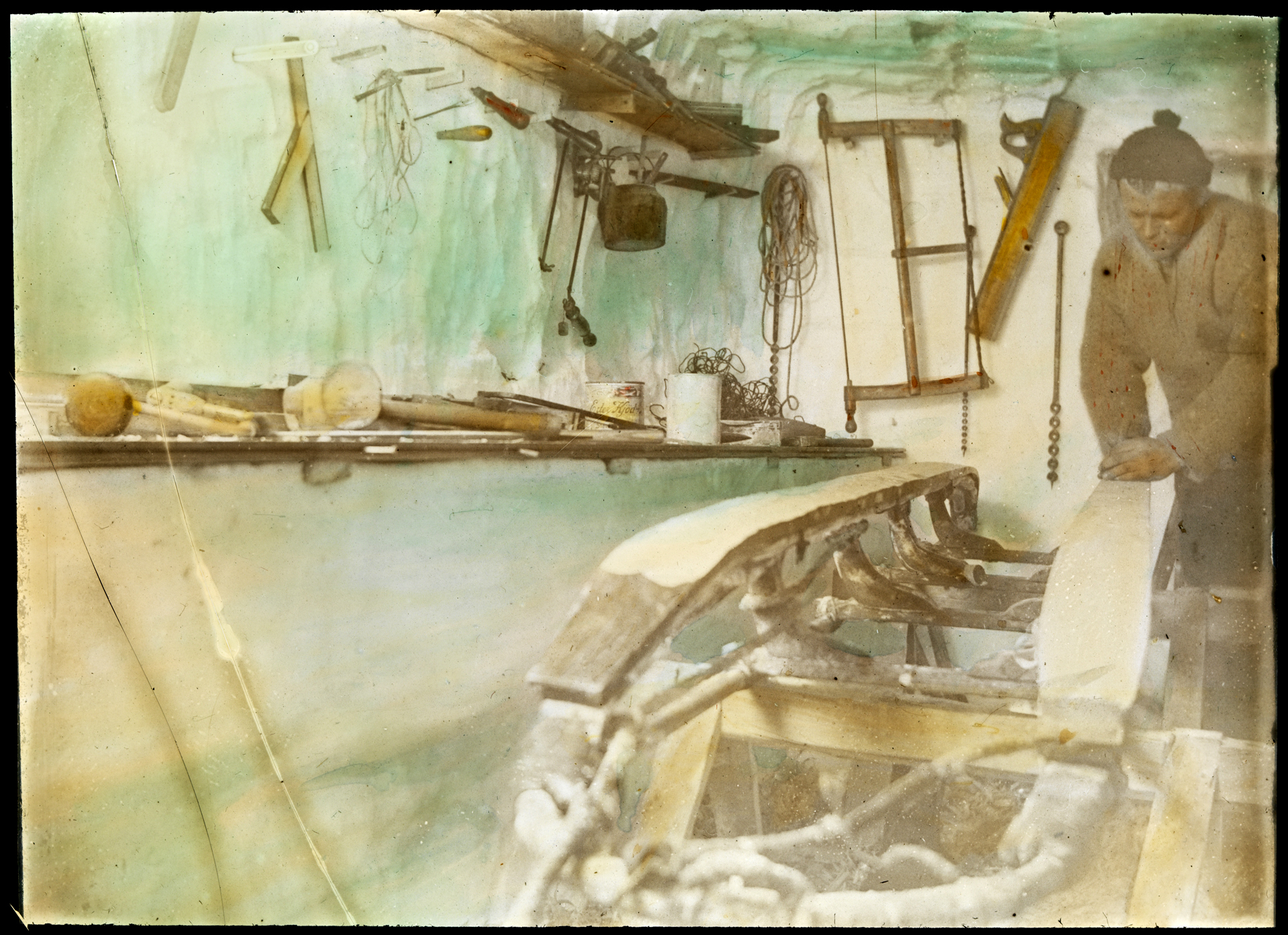
Olav Bjaaland bei Reparaturarbeiten in der Werkstatt
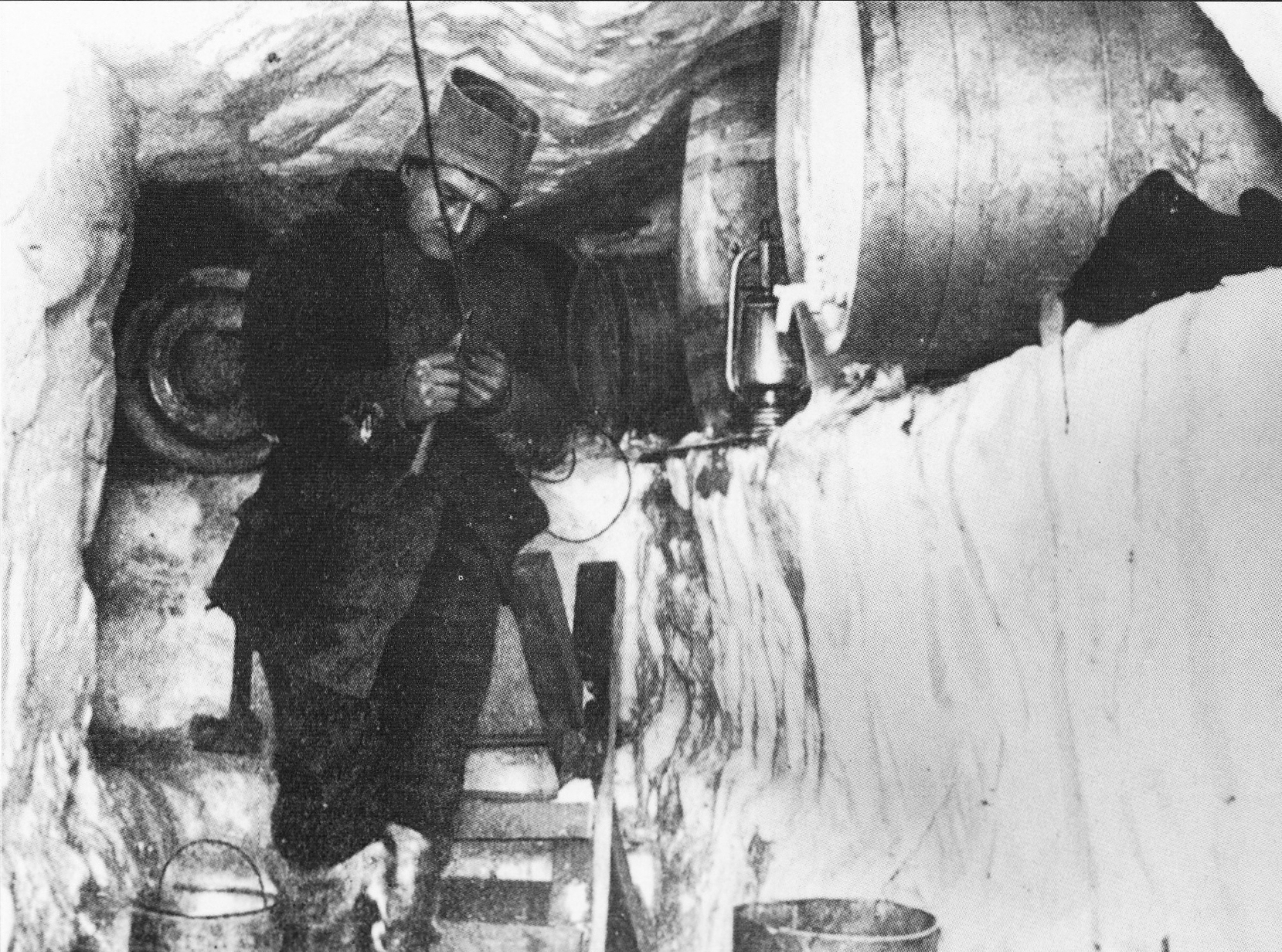
Oscar Wisting im Brennstofflager